# Monika Littau

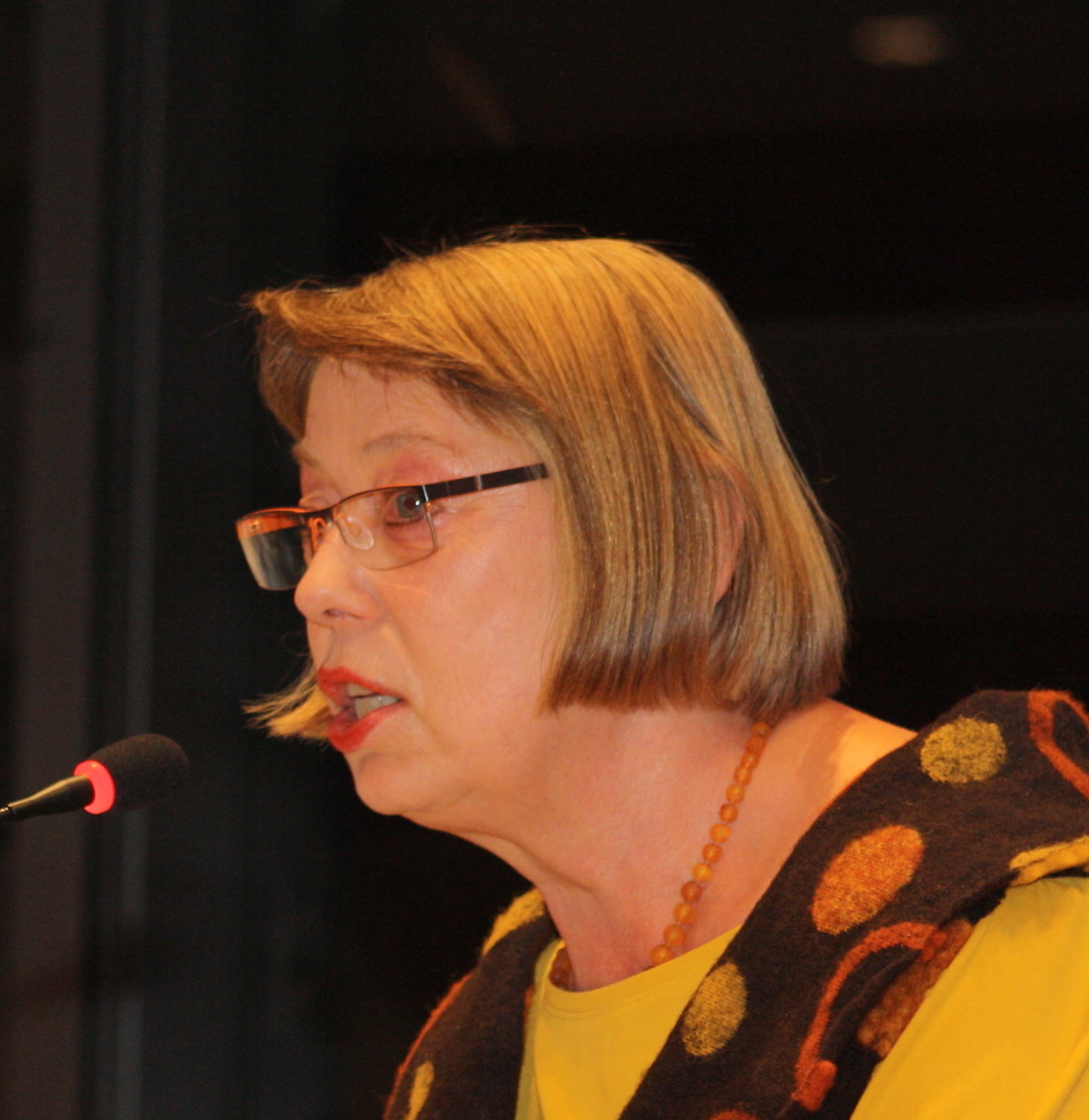
Monika Littau (2015)

Monika Littau (* 8. Juni 1955 als Monika Spiekermann in Dorsten) ist eine deutsche Schriftstellerin.

## Leben
Nach dem Abitur am Gymnasium St. Ursula Dorsten studierte Monika Littau Germanistik, Geographie und Musikwissenschaft. Anschließend war sie mehr als 20 Jahre in Forschung, Bildung und Literaturförderung tätig, zuletzt im Kulturministerium NRW. Seit 2007 arbeitet sie als freie Autorin. In den Achtzigerjahren hielt sie sich studienhalber in Sri Lanka und Südafrika auf. 2017 war sie Kurzzeit-Poetikdozentin an der Ocean University of China in Qingdao. Sie lebt als freie Autorin im Rheinland und im Ruhrgebiet.
Monika Littau ist Verfasserin von Prosatexten, Lyrik, Kinderbüchern, Theaterstücken, Hörspielen und Sachbüchern.
Sie ist Mitglied des Verbandes Deutscher Schriftstellerinnen und Schriftsteller in ver.di (VS), der GEDOK und des PEN-Zentrums Deutschland.<ref: https://gedok-koeln.de/literatur/ref: https://www.pen-deutschland.de/mitglieder/ Die Autorin konzipierte und leitete das Lyrikprojekt postpoetry.NRW. Monika Littau ist seit 2011 Vorsitzende der Gesellschaft für Literatur in NRW e. V.

## Auszeichnungen
- 1988 erhielt sie den Förderpreis des Landes Nordrhein-Westfalen
- 1992 eine Förderung durch den Kunst- und Kulturfonds der Stadt Witten
- 1999 ein Arbeitsstipendium des Landes Nordrhein-Westfalen,
- 2002 mit einer Klasse 6 Sieger im Wettbewerb „Begegnung Osteuropa“ des Ministeriums für Arbeit und Soziales NRW und
- 2010 und 2012 Aufenthaltsstipendien im „Internationalen Schriftsteller- und Übersetzerzentrum Rhodos“ (IWTCR)
- 2012–2013 Stipendium der Film- und Medienstiftung NRW
- 2016 Preis für politische Lyrik (lauter niemand - polly), 2. Preis (zus. mit Vinzenz Fengler)
- 2016 Stipendium der Kunststiftung NRW
- 2016 Dorfschreiberin in Eisenbach
- 2017 Preis für politische Lyrik, 2. Preis (zus. mit Klára Hůrková und Maria Topali)
- 2021 Bonner Literaturpreis
- 2022 Aufenthaltsstipendium im Internationalen Schriftsteller- und Übersetzerzentrum Lettland (Ventspils)
- 2023 Schreibresidenz im Internationalen Schriftsteller- und Übersetzerzentrum Hald Hovedgaard (Dänemark)

## Werke
- Am Erker, Gedichte, Münster 1979 (zusammen mit Marianne Hoheisel), ISBN 978-3-89126-086-9.
- Wo du die Welt von unten sehen kannst, Verlag Karl Pförtner, Weißenburg 1983. ISBN 3-922361-18-8
- Kulturelle Jugendbildung zwischen Programmatik und Professionalität (zusammen mit Stephan Kolfhaus und Wolfgang H. Swoboda.). Westdeutscher Verlag, Opladen 1986. ISBN 978-3-531-03205-4
- Trümmerfrauen, Theaterstück (zusammen mit Gisela Koch), Dortmund 1987.
- Immer schön hinten anstell’n Madame, Hörspiel (zusammen mit Gisela Koch), WDR, 9. Mai 1988. Neuveröffentlichung des Hörspiels in der Dokumentation „Die Sonne ist nicht mehr dieselbe. Ruhrgebiets-Hörspiele 1960–1990“, hrsg. von der Literaturkommission Westfalen, 2017.
- Nachts fällt mir soviel ein …, Dortmund 1989. ISBN 3-9802619-0-5
- Arbeitshilfe Seniorenkultur (zusammen mit Gisela Koch), Dortmund 1990.
- Paula Jagemann, Feature (zusammen mit Gisela Koch), WDR Radio Dortmund 1991.
- Paare pur und Plagiate, Lyrik und Prosa in vier Monden, Vorsatz Verlag, Dortmund 1992. ISBN 3-9802607-4-7
- Himmelhunger, Höllenbrot, Erzählung in vierunddreißig Stationen über den Versuch, leichter zu werden, Vorsatz Verlag, Dortmund 2000. ISBN 978-3-9805503-3-8
- Alphabetta in Alphabettanien, mit Illustrationen von Christine Bozler, Geest Verlag, Vechta 2007. ISBN 978-3-86685-078-1
- Alphabetta in Alphabettanien. Spielebegleitheft, Geest Verlag, Vechta, 2007. ISBN 978-3-86685-088-0
- Beim Überschreiten des Taupunkts. Gedichte (mit einem Geleitwort von Wolfgang Kubin), Brockmeyer, Bochum 2011. ISBN 978-3-8196-0785-1
- Vom Sehen und Sagen. Die Buchela. Ein Biografieroman, Brockmeyer, Bochum 2012, 2. Aufl. 2015. ISBN 978-3-8196-0848-3
- Fritzi findet, Kinderbuch mit Illustrationen von Sybille Ender, Autumnus Verlag, Berlin 2013. ISBN 978-3-944382-27-2
- Ich bin bunt, Erzählungen, Verlag Satzweiss, Saarbrücken 2013. ISBN 978-3-95865-564-5
- über malungen, Gedichte, mit einem Nachwort von Wolfgang Kubin, Edition Virgines, Düsseldorf 2016. ISBN 978-3-944011-59-2
- Nicht APO und nicht Mafia. Die Buchela sagt aus, Live-Hörspiel von Monika Littau, Uraufführung am 2. April 2017, Europäisches Kulturzentrum Remagen.
- Weltreise Sri Lanka. Freiheit für Amila. Kinderbuch, Dix Verlag, Düren 2017. ISBN 978-3-941651-77-7
- Von der Rückseite des Mondes. Chinesische Miniaturen. Bacopa Verlag, Schiedlberg, Österreich 2019.[4] ISBN 978-3-903071-72-8
- Die sehende Sintiza. Buchela – Pythia von Bonn. Rhein-Mosel-Verlag, Zell/Mosel 2020. ISBN 978-3-89801-426-7
- Manchmal oben Licht. Ein Elternabschied in VII Stationen, edition offenes feld, Dortmund 2021. ISBN 978-3-7543-4587-0
- Lesebuch Monika Littau, Nylands Kleine Westfälische Bibliothek 115, Aisthesis Verlag, Bielefeld 2022. ISBN 978-3-8498-1835-7

### In Anthologien und Literaturzeitschriften (Auswahl)
- Versnetze_neun. Deutschsprachige Lyrik der Gegenwart, hrsg. von Axel Kutsch, Weilerswist 2016 sowie in früheren Ausgaben.
- Preis für politische Lyrik, 2015/2016, Berlin (edition bodoni) 2016.
- Kohlenkönige und Emscherkinder. Das große Buch der Ruhrgebietsballaden, hrsg. von Werner von Welheim und Michael Hüter, Bottrop (Henselowsky-Boschmann) 2015.
- Ralph Grüneberger (Hrsg.) / Gesellschaft für zeitgenössische Lyrik: Poesiealbum neu, Ausgabe 01/2013, 1/2014, 2/2014.
- Cedric Müller/WOLL Verlag: Poesie am Rothaarsteig, Schmallenberg 2013.
- stadt land fluss. 111 Dichterinnen und Dichter aus Nordrhein-Westfalen. Hrsg. von Jürgen Nendza und Hajo Steinert (Schriftenreihe der Kunststiftung NRW), Düsseldorf 2014
- All’s Well. In: Ruhrgebietchen – was deine Kinder an dir lieben und was nicht. Henselowsky Boschmann Verlag, Bottrop 2018, ISBN 978-3-942094-80-1
- pass bild, in: Jahrbuch für Lyrik 2022, hrsg. von Matthias Kniep und Nadja Küchenmeister, Schöffling Verlag, Frankfurt a. M., 2022, S. 90–91, ISBN 978-3-89561-503-0
- Verwandtes (u. a. Lettland-Lyrikzyklus), in: Wortschau Nr. 41, hrsg. von Johanna Hansen und Wolfgang Allinger, Düsseldorf und Neustadt a. d. Weinstraße 2023, ISBN 978-3-944286-41-9, S. 8–17, 34–38, 62–66.

## Herausgeberschaft
- Literatur & Alltag, Dortmund 1986.
- Wolfram Dorn. Erinnerungen. Die Schriftsteller aus Ost- und Westdeutschland im Vereinigungsprozess. Hrsg. von Volker W. Degener und Monika Littau anlässlich des fünfunddreißigjährigen Bestehens der Gesellschaft für Literatur in Nordrhein-Westfalen e. V., Münster 2013, ISBN 978-3-937183-79-4.
- postpoetry.NRW – Poesiebotschaften aus fünf Wettbewerbsjahren. Ein Lesebuch. Gedichte und Zugänge, Düsseldorf (EDITION VIRGINES) 2015, ISBN 978-3-944011-39-4.
- bis die Smartie-Ampel auf Grün springt. postpoetry.NRW. Poesiebotschaften aus fünf Wettbewerbsjahren 2015–2019. Gedichte für den Unterricht, Düsseldorf 2020, ISBN 978-3-948229-17-7.[5]
- Bonner Bogen – Literarisches von A (wie Beethoven) bis Z (wie Westerwelle), hrsg. von Harald Gesterkamp und Monika Littau,  Elsinor-Verlag, Coesfeld 2025, ISBN 978-3-942788-92-2